# Alfredo Lopez
Alfredo Jose Miguel Lopez, auch Alfredo López geschrieben, (* 1949), in Puerto Rico, ist ein Aktivist, Autor, Medienproduzent, Lehrer und Organisator in Brooklyn, New York. Er ist ein bekannter InternetAktivist und war bis 2021 Co-Direktor von May First Movement Technology, früher May First/People Link, einer progressiven Internetnutzerorganisation und dem ältesten progressiven Anbieter des Internets.
Lopez ist Autor von sechs Büchern und Tausenden von Artikeln. In den 1970er Jahren war er einer der Spitzenführer der Sozialistischen Partei Puerto Ricos(PSP). Der Hauptorganisator des Tages der Solidarität mit Puerto Rico im Madison Square Garden, der größten Demonstration dieser Art in der Geschichte, und der Gegen-Zweihundertjahrfeier 1976. Er koordinierte die US-Delegation bei der Internationalen Solidaritätskonferenz zu Puerto Rico im Jahr 1975, der ersten internationalen Konferenz zu diesem Thema. Und im gleichen Zeitraum gab er die US-Ausgabe der PSP-Zeitung „Claridad“ heraus.
In den letzten Jahren war er der Architekt der Kampagne, die in den 1990er Jahren die Privatisierung öffentlicher Krankenhäuser in New York verhindern sollte. Und er hat im Laufe seiner 40-jährigen Tätigkeit als Aktivist an der Organisation und Leitung zahlreicher ähnlicher Kampagnen teilgenommen. Er ist einer der Gründer von The Brooklyn New School, einer alternativen Schule in Brooklyn. Zuletzt war er 2007 Organisator der Technologiegruppe für das United States Social Forum.

## Veröffentlichungen
Beginnend mit seiner Veröffentlichung von „The Case of Carlos Feliciano“ (1971) und dann den bahnbrechenden „Puerto Rican Papers“ (Bobbs-Merrill, 1973) hat Lopez fast kontinuierlich in verschiedenen Medien veröffentlicht. Er hat zwei Kriminalromane geschrieben: „Turn Around Once, Then Keep Running“ und „Kings of Crotona Park“ (beide veröffentlicht bei EntreMundos Publications). Er ist wahrscheinlich am bekanntesten für seine Geschichte von Puerto Rico, „Doña Licha's Island“ (South End Press) und das neuere „The Organic Internet – Organizing History's Largest Social Movement“.
Er hat für eine Vielzahl von Publikationen veröffentlicht, darunter „The Village Voice“, „Seven Days (magazine)“ (dort war er als Redakteur tätig) und als Reporter bei (Bergen) „Record“,  für die er acht Jahre gearbeitet hat.
Lopez hat zwei wöchentliche Radioprogramme und eine wöchentliche Fernsehsendung (CityLook) produziert, die Ende der 1980er Jahre in New York vom Gewerkschaftslokal ausgestrahlt wurde. Er hat sechs Dokumentarfilme produziert. Er war Herausgeber des Nachrichtenmagazins „Seven Days“ (1980) und hat Hunderte von Artikeln geschrieben.
Lopez hat im Laufe der Jahre an vielen Colleges und Universitäten gelehrt, insbesondere an der Columbia University (an der Graduate Schule für Journalismus) und mehreren Colleges im System der City University of New York (John Jay, Lehman, Hunter College) und hat landesweit zahlreiche Vorträge gehalten.
Im Jahr 1994 gründete Lopez People Link, einen fortschrittlichen Internetanbieter, der seitdem kontinuierlich besteht und sich 2006 mit Mitgliedern des ehemaligen May First Technology Collective zusammenschloss, um May First/People Link zu gründen. Diese Organisation ist mit über 500 Mitgliedern die größte Internet-Mitgliederorganisation in den Vereinigten Staaten und gilt allgemein als der vorherrschende fortschrittliche Internetanbieter.
Seine jüngste Arbeit als Technologe / Organisator beschäftigt sich mit der Erforschung des Internets aus einer kritischen Perspektive, eine Erforschung, die er mit dem Begriff „Organisches Internet“ beschreibt. Er war an der Leitung der beiden US-amerikanischen Sozialforen, des Weltsozialforums und, als MF/PL-Vertreter, der Association for Progressive Communications beteiligt.

## Bibliografie

### Werke
- The Case of Carlos Feliciano BOMBING SUSPECT IS ACQUITTED HERE (1971), Bericht über den Fall in der New York Times vom 24. Juni 1972
- The Puerto Rican Papers: Notes on the Re-Emergence of a Nation., The Bobbs-Merrill Company 1973, ISBN 0-672-51752-3
- Turn Around Once, Then Keep Running
- Kings of Crotona Park
- Dona Licha's Island: Modern Colonialism in Puerto Rico, South End Press 1988, ISBN 0-89608-257-1
- The Organic Internet: Organizing History's Largest Social Movement,  von May First/People Link und Autoren, Entremundos Publications 2007, ISBN 978-1-877850-00-4

## Interview
- VIDEO: Alfredo López, from MayFirst/People LInk, on how to run a progressive & collaborative ISP[6]